# Werner Schneider (Moderator)

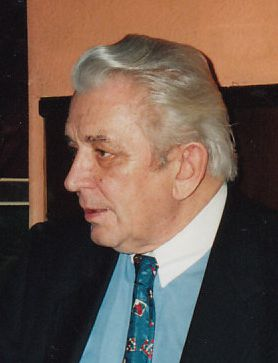
Werner Schneider

Werner Schneider (* 10. August 1920 in Kempen; † 16. Oktober 1995 in Düsseldorf) war ein deutscher Sportmoderator und -kommentator für das Zweite Deutsche Fernsehen (ZDF). Er leitete von 1964 bis 1973 – teils zusammen mit Wim Thoelke – das aktuelle sportstudio.

## Berufliche Tätigkeiten
Nach dem Besuch der Lessing-Oberrealschule in Düsseldorf war Werner Schneider von 1940 bis 1945 Soldat in der deutschen Wehrmacht, zunächst als Werkzeugmacher <Angabe fraglich> und später als Fallschirmjägeroffizier. Nach dem Kriegsende war er bis September 1945 in amerikanischer Kriegsgefangenschaft in Frankreich, danach Dolmetscher bei der Britischen Armee.

### Zeit beimSport-Informations-Dienst
Am 1. August 1948 begann Werner Schneider ein Volontariat bei der Sport-Nachrichtenagentur SID (Sport-Informations-Dienst) und arbeitete ab August 1949 als Vollredakteur, sowie von 1957 bis zu seinem Ausscheiden im Jahre 1962 als Chefreporter des SID. Er baute die Nord-Redaktion in Hamburg und danach die Süd-Redaktion in Frankfurt auf.
Schneider gehörte ab 1952 – als der deutsche Sport wieder zu Olympischen Spielen zugelassen wurde – zu den Olympiaredaktionen des SID in Helsinki, Cortina d’Ampezzo und Melbourne (1956), Squaw Valley und Rom (1960) und zu den Weltmeisterschaftsredaktionen im Fußball 1958 in Schweden und 1962 in Chile. Dazwischen lagen journalistische Schwerpunktaufgaben 1953 in den USA, 1955 beim ersten deutsch-sowjetischen Fußballländerspiel in Moskau, Berichterstattungen in Warschau, wo er als erster deutscher Sportjournalist nach dem Krieg erschien, und die Wahrnehmung von Europa- und Weltmeisterschaften u. a. im Amateur- und Profiboxsport, Turniersport, Radsport, in der Leichtathletik, dem alpinen und nordischen Skisport, Tennisreportagen aus Wimbledon und die sportpolitisch schwierigen Berichterstattungen im gesamtdeutschen olympischen Raum bis zu den Kongressen des Internationalen Olympischen Komitees. 1953 erzwang er als erster westeuropäischer Sportreporter die Einreise zu den Europameisterschaften in Warschau – gestützt durch den DABV-Präsidenten Eugen Böhm, der die deutsche Boxstaffel auf dem Ost-Berliner Flughafen Schönefeld erst weiterfliegen ließ, als Werner Schneider sein Visum erhalten hatte.

### Zeit beim ZDF
Auch für das ZDF gehörte er zum Reporter-Team von Fußball-Weltmeisterschaften, z. B. 1982 in Spanien. Werner Schneider ging bereits ein halbes Jahr vorher nach Melbourne (als erster Olympiajournalist Europas) oder auch nach Chile und Squaw Valley, um dort die notwendige Infrastruktur zu schaffen. Er baute dort jeweils einen Sonderdienst auf, bereitete die Berichterstattung vor und knüpfte wichtige Kontakte. Er schuf so die Voraussetzungen für eine konkurrenzlose Olympia- und WM-Berichterstattung. Nicht zuletzt leitete er auch die eigentliche Redaktion vor Ort.

## Private Freundschaften
Werner Schneider war mit dem amerikanischen IOC-Präsidenten (1952–1972) Avery Brundage befreundet. Er war Reisebegleiter Max Schmelings, mit dem ihn über die Jahre eine sehr tiefe Freundschaft verband.

## Ehrungen
Im Jahre 1986, nach seiner Pensionierung, wurde Werner Schneider vom Internationalen Eishockey-Verband für seine Verdienste um die weltweite Popularisierung des Eishockeysports mit dem silbernen Ehrenteller geehrt. Bereits 1975 erhielt er die Goldmedaille des IIHF.